# Fürther Mathematik-Olympiade

Logo der 20. Fürther Mathematik-Olympiade

Die Fürther Mathematik-Olympiade (FüMO) ist ein seit 1992 jährlich in Bayern stattfindender Mathematikwettbewerb. Er richtet sich an Realschüler und Gymnasiasten der Klassen 5 bis 8 und besteht aus zwei Hausaufgabenrunden.

## Preise
Der Wettbewerb ist je nach Regierungsbezirk unterschiedlich organisiert. In Mittelfranken bestehen die Preise beispielsweise aus Buchgutscheinen, kleinen Sachpreisen und einer Einladung zum FüMO-Tag an der Friedrich-Alexander-Universität Erlangen-Nürnberg. Die Preisträger in Niederbayern bekommen Buch- oder Sachpreise und eine Einladung zum FüMO-Tag an der Universität Passau.

## Finanzierung
Erstellung der Aufgaben, Organisation und Korrekturen erfolgen fast ausschließlich ehrenamtlich. Die Preise werden durch Sponsoren und dem Verein Fürther Mathematik-Olympiade e.V. finanziert.

## Sonstiges
Die Fürther Mathematik-Olympiade wird durch den ähnlichen Namen manchmal mit den (bundesweiten) Mathematik-Olympiaden verwechselt.
Es besteht kein direkter Zusammenhang, jedoch eine gelegentliche Zusammenarbeit.